# Christian Identity
Christian Identity (Engels voor Christelijke Identiteit) is een (marginale) racistische beweging binnen het christendom, waartoe enkele religieuze groeperingen gerekend kunnen worden.

## Het geloof
De aanhangers van de Christian Identity houden het geloof van Brits Israël aan. Dit geloof leert de volgelingen dat de blanke Europeanen directe afstammelingen zijn van de Israëlieten (niet te verwarren met Israëliërs). Volgens bepaalde Christian Identity-groepen is de blanke Angelsaksische man superieur aan alle andere mensen op aarde Sommige groeperingen die de Christian Identity aanhouden sluiten zich af van de buitenwereld en zijn publiciteitsschuw Andere groeperingen zoeken juist de publiciteit via websites en radio-uitzendingen en andere manieren van evangelisatie. De beweging komt het meest voor in de Verenigde Staten.

## Racisme
Het raciale aspect van Christian Identity steekt sterk af met de rest van het christendom aangezien daar geen belang gehecht wordt aan raszuiverheid en segregatie terwijl dit binnen Christian Identity een kernpunt van de leer is. De aanhangers van Christian Identity beweren dat zij afstammen van het volk Israël dat altijd al het gebod tot afscheiding van andere volken kende. Verhalen zoals Ruth 'de Moabitische', die mocht aansluiten bij het volk Israël, worden dan ook heel anders verklaard dan gebruikelijk is binnen het christendom. Men gebruikt bijvoorbeeld latere tekstgedeelten uit de Bijbel waarin niet-Israëlische vrouwen met kinderen uit gemengde huwelijken juist worden weggestuurd uit Israël.

## Antisemitisme
Vaak wordt dit geloof met antisemitisme en nazisme geassocieerd omdat veel Christian Identity-aanhangers geloven dat de meerderheid van de joden, en met name de Asjkenazische Joden, afstammen van de Chazaren en dus geen echte Israëlieten zijn. De Chazaren waren een Turkse stam in de buurt van de Kaukasus die in de 7e en 8e eeuw tot het jodendom overging. Dit was ook een bestanddeel van de officiële Nazi-rassenleer en tegenwoordig nog steeds populair bij veel extreemrechtse en racistische groeperingen. In het boek The thirteenth tribe van de Jood Arthur Koestler gebruikte de auteur dezelfde redenering maar juist om Jodenhaat tegen te gaan.
Een andere theorie over de afkomst van Joden is dat zij afstammen van Esau, de broer van Jakob. Ook de zogenaamde "Dual Seedline"-doctrine komt binnen bepaalde Christian Identity-groeperingen voor.

## Interne kritiek
Omdat onder de noemer Christian Identity (of kort Identity) verschillende stromingen met uiteenlopende leringen actief werden, zijn er ook afscheidingen geweest  die niet meer geassocieerd wilden worden met nazisme en haat en geweld wat door sommige Christian Identity-aanhangers geleerd werd. Zoals Scriptures for America worldwide dat zich nog wel steeds richt op de evangelieverkondiging aan het eigen ras of volk geheel volgens het Christian Identity-geloof.

## Groepen
Groepen die de Christian Identity aanhangen:
- Lijst van links naar groepen.[3]
- Ku Klux Klan (Er zijn Klans die Christian Identity aanhangen, andere weer niet )
- Aryan Nations
- Church of Jesus Christ Christian
- World Wide Church of God.